# Bicellaria austriaca
Bicellaria austriaca är en tvåvingeart som beskrevs av Risto Kalevi Tuomikoski 1955. Bicellaria austriaca ingår i släktet Bicellaria och familjen puckeldansflugor. Arten är reproducerande i Sverige. Inga underarter finns listade i Catalogue of Life.